# Alxa Right Banner Airport
Alxa Right Banner Airport är en flygplats i Kina. Den ligger i den autonoma regionen Inre Mongoliet, i den norra delen av landet, omkring 880 kilometer väster om regionhuvudstaden Hohhot. Alxa Right Banner Airport ligger 1 419 meter över havet.
Trakten runt Alxa Right Banner Airport är nära nog obefolkad, med mindre än två invånare per kvadratkilometer. Det finns inga samhällen i närheten. Trakten runt Alxa Right Banner Airport är ofruktbar med lite eller ingen växtlighet.
Genomsnittlig årsnederbörd är 177 millimeter. Den regnigaste månaden är juli, med i genomsnitt 46 mm nederbörd, och den torraste är mars, med 1 mm nederbörd.